# Lucas Pouille
Lucas Pouille (ur. 23 lutego 1994 w Grande-Synthe) – francuski tenisista, zdobywca Pucharu Davisa 2017.

## Kariera tenisowa
Jako junior, najwyżej klasyfikowany był na 23. miejscu w rankingu ITF.
W lutym 2009 roku zadebiutował w gronie seniorów, a na koniec 2012 zdobył swoje dwa pierwsze tytuły w singlu. W styczniu 2013, dzięki otrzymaniu dzikiej karty, wystąpił w kwalifikacjach Australian Open, dochodząc w nich do 2 rundy. Niecały miesiąc później zadebiutował w turnieju głównym imprezy rangi ATP World Tour, przegrywając w 1 rundzie Open Sud de France z Viktorem Troickim 4:6, 5:7.
W maju 2013 roku wystąpił w drabince głównej French Open – po pokonaniu Alexa Kuznetsova, uległ w 2 rundzie Grigorowi Dimitrowowi 1:6, 6:7(4), 1:6. Po swoim debiucie w turnieju wielkoszlemowym, awansował na 261. miejsce w rankingu ATP. Na koniec 2014 roku odnotował trzecią rundę turnieju ATP World Tour Masters 1000 w Paryżu, przegrywając z Rogerem Federerem 4:6, 4:6. Rok 2014 zakończył na 133. miejscu w rankingu ATP.
Na początku 2015 roku najpierw pomyślnie przeszedł kwalifikacje, a następnie pokonał w turnieju głównym Michaela Venusa i Alberta Ramosa-Viñolasa i odnotował półfinał w Auckland. Jako zwycięzca kwalifikacji, dotarł do półfinału w Hamburgu. Na koniec roku doszedł do ćwierćfinału turniejów w Petersburgu i Moskwie. Rok 2015 zakończył na 78. miejscu w rankingu ATP.
Na początku 2016 roku wystąpił w Brisbane, gdzie pokonał Yoshihita Nishiokę i Davida Goffina, a w ćwierćfinałowym spotkaniu uległ Milosowi Raoniciowi. Grając w parze z Adrianem Mannarinem, osiągnął półfinał gry podwójnej podczas Australian Open. W tym sezonie miał miejsce pierwszy finał Francuza w rozgrywkach ATP World Tour, podczas turnieju w Bukareszcie, w którym uległ Fernandowi Verdasce. Pierwszy singlowy tytuł Francuz wywalczył w Metzu, po finale z Dominicem Thiemem. Podczas Wimbledonu i US Open awansował do ćwierćfinałów. W sezonie 2016 zadebiutował w reprezentacji Francji w Pucharze Davisa.
W sezonie 2017 Francuz awansował do czterech finałów, z których w trzech triumfował. Wygrał tytuły na każdej nawierzchni, najpierw na cegle w Budapeszcie, potem na trawie w Stuttgarcie i na podłożu twardym w hali w Wiedniu. W finale w stolicy Austrii pokonał Jo-Wilfrieda Tsongę, z którym przegrał w lutym finał zawodów w Marsylii. W listopadzie wystąpił w finale Pucharu Davisa przeciwko Belgii. Mecz otwierający rywalizację przegrał z Davidem Goffinem, natomiast wygrał spotkanie decydujące o tytule ze Steve’em Darcisem 6:3, 6:1, 6:0, przyczyniając się do pierwszego tytułu reprezentacji w zawodach od 2001 roku.
Podczas sezonu 2018 Pouille awansował do trzech singlowych finałów, w jednym triumfując, w lutym w Montpellier. Kolejny sezon zakończył bez singlowego tytułu, natomiast awansował do półfinału Australian Open.
Najwyżej sklasyfikowany w rankingu singlistów był na 10. miejscu (19 marca 2018), natomiast w zestawieniu deblistów na 79. pozycji (11 kwietnia 2016).

### Finały w turniejach ATP World Tour
| Legenda                                      |
| -------------------------------------------- |
| Wielki Szlem                                 |
| Igrzyska olimpijskie                         |
| Tennis Masters Cup / ATP Finals              |
| ATP Masters Series / ATP Tour Masters 1000   |
| ATP International Series Gold / ATP Tour 500 |
| ATP International Series / ATP Tour 250      |

#### Gra pojedyncza (5–4)
| Końcowy wynik | Nr | Data                 | Turniej     | Nawierzchnia  | Przeciwnik            | Wynik finału     |
| ------------- | -- | -------------------- | ----------- | ------------- | --------------------- | ---------------- |
| Finalista     | 1. | 25 kwietnia 2016     | Bukareszt   | Ceglana       | Fernando Verdasco     | 3:6, 2:6         |
| Zwycięzca     | 1. | 25 września 2016     | Metz        | Twarda (hala) | Dominic Thiem         | 7:6(5), 6:2      |
| Finalista     | 2. | 26 lutego 2017       | Marsylia    | Twarda (hala) | Jo-Wilfried Tsonga    | 4:6, 4:6         |
| Zwycięzca     | 2. | 30 kwietnia 2017     | Budapeszt   | Ceglana       | Aljaž Bedene          | 6:3, 6:1         |
| Zwycięzca     | 3. | 18 czerwca 2017      | Stuttgart   | Trawiasta     | Feliciano López       | 4:6, 7:6(5), 6:4 |
| Zwycięzca     | 4. | 29 października 2017 | Wiedeń      | Twarda (hala) | Jo-Wilfried Tsonga    | 6:1, 6:4         |
| Zwycięzca     | 5. | 11 lutego 2018       | Montpellier | Twarda (hala) | Richard Gasquet       | 7:6(2), 6:4      |
| Finalista     | 3. | 25 lutego 2018       | Marsylia    | Twarda (hala) | Karen Chaczanow       | 5:7, 6:3, 5:7    |
| Finalista     | 4. | 3 marca 2018         | Dubaj       | Twarda        | Roberto Bautista-Agut | 3:6, 4:6         |